# Лудвиг I фон Ленгсфелд-Франкенщайн
Лудвиг I фон Ленгсфелд-Франкенщайн (на немски: Ludwig I. von Lengsfeld-Frankenstein; * ок. 1131; † сл. 1164) от фамилията фон Хенеберг е граф (1158), господар на замъците Ленгсфелд (днес в Дермбах) (1137 – 1164) и Франкенщайн (в Бад Залцунген) (1152 – 1164) в Тюрингия. Споменат е в документи от 1131 до 1164 г.

## Произход
Той е вторият син на граф Попо II фон Хенеберг († 1116) и съпругата му Хелинбург фон Лора († 1133). Внук е на граф Попо I фон Хенеберг, бургграф на Вюрцбург († 1078), и графиня Хилдегард фон Шауенбург († 1104), дъщеря на ландграф Лудвиг Брадати от Тюрингия († 1080). Племенник е на граф Годеболд II фон Хенеберг († 1143/1144), граф на Хенеберг и бургграф на Вюрцбург.
Брат е на Попо III фон Ирмелсхаузен († ок. 1160), Готеболд III фон Вазунген († сл. 1164) и на Дитбург фон Хенеберг, омъжена за Албрехт фон дер Нордмарк.
През 1137 г. Лудвиг I се нарича на замък Франкенщайн и през 1153 г. вероятно е министериал на манастир Херсфелд.

## Фамилия
Лудвиг I фон Ленгсфелд-Франкенщайн се жени за фон Цимерн и има с нея 5 деца:
- дъщеря фон Франкенщайн († сл. 1160)
- Лудвиг II фон Франкенщайн-Ебенхаузен (* пр. 1168; † сл. 1197), женен, има два сина:
  - Алберт I фон Франкенщайн (* пр. 1192; † сл. 26 октомври 1233, женен има син:
    - Лудвиг III фон Франкенщайн (* пр. 1219; † сл. 11 януари 1263), фогт на манастир Херенбрайтунген (1241), нобилис (1252), женен, има син и дъщеря:
      - Хайнрих I фон Франкенщайн (* пр. 1248; † сл. 22 декември 1295), женен за Лукардис фон Щернберг († сл. 1 февруари 1312), дъщеря на Алберт фон Щернберг († 1253/1255) и Мехтилд фон Тримберг († сл. 1297)
      - Агнес фон Франкенщайн († 14 май 1272), омъжена пр. 24 април 1267 г. за Фридрих фон Щолберг-Фокщет († 1275/ок. 1282), син на граф Хайнрих I фон Щолберг († 1235/1239)

  - Зигебото II фон Франкенщайн-Крайнберг (* пр. 1215; † сл. 1241)
- Зигебото I фон Франкенщайн (* пр. 1168; † сл. 1209)
- Готеболд V фон Франкенщайн (* ок. 1164/1170; † сл. 1197)
- Попо фон Франкенщайн (* пр. 1181; † сл. 1201), домхер и приор на „Св. Мориц“ в Хилдесхайм